# شعيب كداد
شعيب كداد (من مواليد 25 يوليو 1994 في الجزائر) هو لاعب كرة قدم محترف جزائري يلعب كمدافع في نادي شباب بلوزداد.

## روابط خارجية
- شعيب قداد على موقع قاعدة بيانات كرة القدم.إي يو (الإنجليزية)
- شعيب قداد على موقع Soccerway.com (الإنجليزية)
- شعيب قداد على موقع عالم كرة القدم.نت (الإنجليزية)